# Devil's Playground (The Rigs)
Devil's Playground è un singolo del gruppo musicale statunitense The Rigs, pubblicato il 18 luglio 2019 dalla Extreme Production Music. 
Tale singolo è stato usato come colonna sonora per svariate opere tra cui i teaser dell'ottava stagione, Apocalypse, della serie tv American Horror Story.

## Video musicale
Il video musicale per il singolo è stato pubblicato in concomitanza con l'uscita del singolo, anche se il brano era già presente dal 2016 nel terzo album del gruppo, Black. Tale video musicale è completamente in animazione.